# Jorge Tobón Lara
Jorge Tobón Lara (8 de marzo de 1932 – 20 de mayo de 2003) fue un pintor y publicista colombiano, conocido por sus contribuciones al arte moderno en Colombia. Ganó notoriedad tras ganar el Concurso Coltejer para un mural en la capilla de Sedeco, Medellín, conmemorando el 50 aniversario de la compañía.

## Biografía

### Primeros años
Jorge Tobón Lara nació el 8 de marzo de 1932 en Rionegro, Antioquia, Colombia. Fue
hijo de Ricardo Tobón, un veterinario agrónomo, y Gabriela Lara, ama de casa. En la adolescencia
se trasladó a Bogotá, donde comenzó a pintar afiches para anunciar películas de cine. En 1957, con sólo
25 años de edad, causó gran revuelo en Medellín su elección como ganador del Concurso de
Coltejer para realizar un mural de la Capilla de Sedeco. En ese evento concursaron de
manera anónima artistas famosos de la época como Armando Villegas, Lucy Tejada,
Sergio Trujillo y Luis Borobio Navarro pero Tobón ganó. Francisco Gil Tovar, uno de
los integrantes del jurado calificador, defendió el veredicto diciendo que era una obra
de expresionismo moderno que reunía “en justicia” todas las condiciones para ganar:
“cálida expresión religiosa expuesta claramente, con mensaje fácilmente captable por
el público obrero que va a ser el habitual de la iglesia donde el proyecto va a ser
desarrollado, colorido idóneo para el tipo de luz natural que va a recibir, modernidad
moderada que prolonga pletóricamente la del mismo edificio, grandiosidad..”.
Tobón fue un representante del expresionismo figurativo en el arte. En sus primeros
años fue incomprendido en Medellín porque allí “el tono general en torno al tema del
arte moderno en general, y al arte abstracto en particular, era el de atacar cualquiera de
sus manifestaciones. El carácter obstinado de esa actitud denota una profunda
inseguridad ante un cambio de los patrones establecidos”. Los críticos de arte muchas
veces le encontraron similitudes a su trazo con el de Alejandro Obregón, pero lo cierto es que durante toda su vida estos dos artistas se movieron en ambientes similares. 

### Carrera
Después del concurso viajó a Nueva York a estudiar en el Parsons School of Design.
Luego regresó a Medellín, donde trabajó en varias agencias de publicidad,
convirtiéndose eventualmente en Director Creativo en firmas como Par Publicidad y
Leo Burnett en Colombia, así como en International Marketing Communications (IMC)
en Venezuela. Jorge Tobón pintó desnudos, toros, caballos, ángeles, batallas y
montañas. Participó en múltiples exposiciones de arte  e ilustró los libros “Soy libre” de Álvaro Gómez Hurtado, “General José María Cordova: ¡Paso de vencedores!” de Enrique Tobón Lara y “Posible historia del beso” de José Font Castro. Se caracterizó por su trazo preciso, su maestría en la aplicación del color, una especial habilidad para trazar líneas definidas y su paleta cromática expresiva. Su obra no solo reflejó un dominio técnico excepcional, sino también una capacidad única para transmitir
emociones y narrativas a través de la interacción de formas y tonalidades. Su legado perdura como testimonio de su genialidad y su valiosa contribución al arte moderno colombiano.

### Matrimonio e hijos
Jorge Tobón se casó tres veces. Tuvo cinco hijos.

### Muerte
Jorge Tobón Lara falleció el 20 de mayo de 2003 en Bogotá, Colombia. Su legado continúa influyendo en el arte moderno colombiano a través de su estilo distintivo y sus contribuciones.

## Obras publicadas
- *Soy libre* de Álvaro Gómez Hurtado
- *General José María Córdoba: ¡Paso de vencedores!* de Enrique Tobón Lara
- *Posible historia del beso* de José Font Castro

## Reconocimiento
- Ganador del Concurso Coltejer para el mural en la capilla de Sedeco.